# Stephan Weiner
Stephan Weiner (geboren 1984 in Neuss) ist ein deutscher Autor und Redakteur.

## Leben
Stephan Weiner studierte Germanistik und Philosophie in Göttingen und Prag. Während seines Studiums begann er mit ersten Schreibversuchen. Nach seinem Studium arbeitete Weiner als freier Journalist und Autor für verschiedene Zeitungen und Magazine. Er war als Redakteur bei Die Epilog – Zeitschrift zur Gegenwartskultur tätig. Neben zwei Romanen hat er Beiträge für den VHV-Verlag, Europabrevier Mannheim, die NRZ, Vigilius Mountain Stories, den Frohmann Verlag, die Volksbühne Berlin und books without covers verfasst. Er war Co-Produzent des Dokumentarfilms „Hier sprach der Preis“ und für Schnitt und Postproduktion verantwortlich. Der Film wurde 2015 auf dem dokKa-Festival in Karlsruhe vorgestellt und erhielt den Preis der Stadt Karlsruhe. Weiner lebt und arbeitet in Heidelberg.

## Werke
- Ellbogenland. Edition die Nische, Wadersloh 2012, ISBN 978-3-948172-10-7
- Kein Ding an sich. Edition Fatal, München 2019, ISBN 978-3-935147-42-2